# Ningal
Pour les articles homonymes, voir Ningal (homonymie).

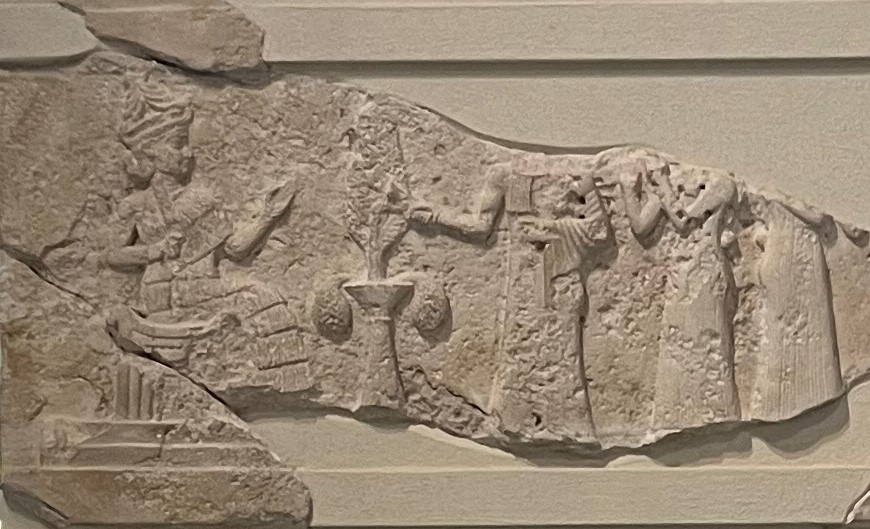
La déesse Ningal sur son trône (à gauche), recevant les hommages du roi Ur-Namma d'Ur (v. 2112-2094 av. J.-C.). Stèle d'Ur-Namma (détail), Penn Museum.

Ningal «la grande dame», est la parèdre  de Nanna (Sîn) le dieu sumérien de la lune ainsi que la mère de Utu (Shamash) le dieu soleil et de Inanna (Ishtar) la déesse de l'amour et de la guerre, elle représente l'aspect féminin de la lune.
La cité d'Ur puis, après sa destruction, celle d'Harran, seront les deux principaux centres cultuel consacrés au couple Nanna/Ningal. A Ur, un temple, le Giparu, était dévolu au culte de la déesse et servait de lieu de vie au prêtresses attachées à son service. Le Giparu était également le théâtre de cérémonies, notamment celle de la hiérogamie (le mariage entre dieux).
Ningal est présente dans la «lamentation sur la destruction d'Ur», écrite vers le IIe millénaire av. J.-C.. Dans ce texte, elle pleure la destruction d'Ur ordonnées par le dieu Enlil.